# Икономическа интеграция
Терминът икономическа интеграция се използва за характеризиране на международни икономически взаимоотношения, изразяващи се в свързване на отделни икономики за осъществяване на свободна търговия помежду им, в тяхното постепенно обединяване.
Икономическата интеграция включва премахване на дискриминационните бариери в търговията между засегнатите страни, развитие и задълбочаване на сътрудничеството между страните.
Днес сред най-интегрираните икономики на суверенни държави са тези на страните от Европейския съюз и неговата еврозона.